# Turn Back the Clock (Beverly Hills, 90210)
Turn Back the Clock is de zestiende aflevering van het zesde seizoen van het tienerdrama Beverly Hills, 90210, die voor het eerst werd uitgezonden op 3 januari 1996.

## Verhaal
Oud en Nieuw zit erop en Brandon en Steve dragen de kerstboom naar buiten. Dan zien ze Clare aankomen die een paar dagen weg geweest is. Ze ziet dat Steve een blauw oog heeft en vraagt hem hoe hij daaraan komt. Dan besluiten ze haar alles te vertellen wat met Oud en Nieuw is gebeurd.
Het begon op 31 december toen Rush aan Steve vroeg om op zijn twee halfbroers te passen. Ze halen meteen een stunt uit om het huis helemaal vol te hangen met wc-papier. Dan krijgt Brandon een telefoontje van Susan met de mededeling dat haar ex in de stad is, Jonathan. Hij was ook eerst redacteur bij de krant. Susan vertelt er meteen bij dat hij blijft tot na Oud en Nieuw. Brandon is hier niet zo blij mee. Op het feestje dat Colin geeft zijn de vrienden allemaal aanwezig en Colin heeft een voorraad cocaïne die hij aan Valerie geeft om het te verbergen voor Kelly. Susan is aan het proberen om een afspraakje te regelen voor Jonathan maar het wil niet lukken. ’s Avonds gaan ze allemaal naar de After Dark om Oud en Nieuw te vieren.De papegaai van Donna is ontsnapt en ze probeert alles om hem te vangen en ze roept de hulp in van David, die de hele avond bezig is maar weinig succes heeft. Hij mist nu wel het tijdstip van 12 uur met Valerie. Op het feest wordt meteen duidelijk dat Jonathan nog steeds Susan terug wil en wil er alles aan doen. De halfbroers glippen ook binnen op het feest, dit tot ergernis van Steve. Steve zet ze buiten en als wraak spuiten ze zijn auto helemaal onder de scheerschuim. Als het 12 uur is kussen Brandon en Susan elkaar intiem, daarna komt Jonathan en wil Susan ook kussen. Hier is Brandon niet blij mee en maakt dat ook duidelijk tegen Jonathan. Susan wil het sussen en zegt Brandon dat er niets aan de hand is. Kelly is naar huis gegaan en Colin is gebleven en vraagt aan Valerie zijn cocaïne terug en gaat helemaal los. Valerie brengt hem naar huis omdat hij totaal van de wereld is. David wordt afgelost door Joe en David haast zich naar de club in de hoop daar Valerie te vinden, maar zij is net weg met Colin wat hem niet lekker zit. De volgende ochtend vroeg dan zijn Donna en Joe nog steeds bezig met de vogel, Donna moet zich opmaken voor de optocht van het Toernooi van de Rozen. Joe weigert het op te geven om de vogel te vangen en is boos dat Donna afhaakt. Kelly komt bij Colin binnen om hem op te halen voor de optocht, hij is helemaal total loss en wil niet opstaan. Kelly geeft hem een keus, opstaan of de relatie is over. Hij kiest ervoor om op te staan. Als de optocht bezig is, ziet Donna Joe in het publiek zitten met een bord dat hij de vogel gevangen heeft. Brandon komt op de redactie en ziet dat Susan en Jonathan weer samen zijn. Hij voelt zich ongemakkelijk en krijgt woorden met Susan, die erop blijft hameren dat er niets aan de hand is tussen hen.
Nu is Clare helemaal op de hoogte en praten ze nog een beetje na. Dan belt Rush op en de halfbroers zijn bang dat Steve hen zal verraden. Steve besluit dit niet te doen, maar ze moeten nu wel de tuin in orde maken voor straf. Susan komt ook nog langs en praat met Brandon. Ze zegt dat ze het Brandon niet kwalijk neemt wat hij ervan denkt, maar dat zij met Brandon verder wil.

## Rolverdeling
- Jason Priestley - Brandon Walsh
- Jennie Garth - Kelly Taylor
- Ian Ziering - Steve Sanders
- Brian Austin Green - David Silver
- Tori Spelling - Donna Martin
- Tiffani Thiessen - Valerie Malone
- Joe E. Tata - Nat Bussichio
- Kathleen Robertson - Clare Arnold
- Jason Wiles - Colin Robbins
- Emma Caulfield - Susan Keats
- Cameron Bancroft - Joe Bradley
- Tembi Locke - Lisa Dixon
- Randy Spelling - Ryan Sanders
- Travis Wester - Austin Sanders
- Carl T. Evans - Jonathan Casten
- The Corrs - Zichzelf (muzikale gast)